# Ekologická likvidace vozidel

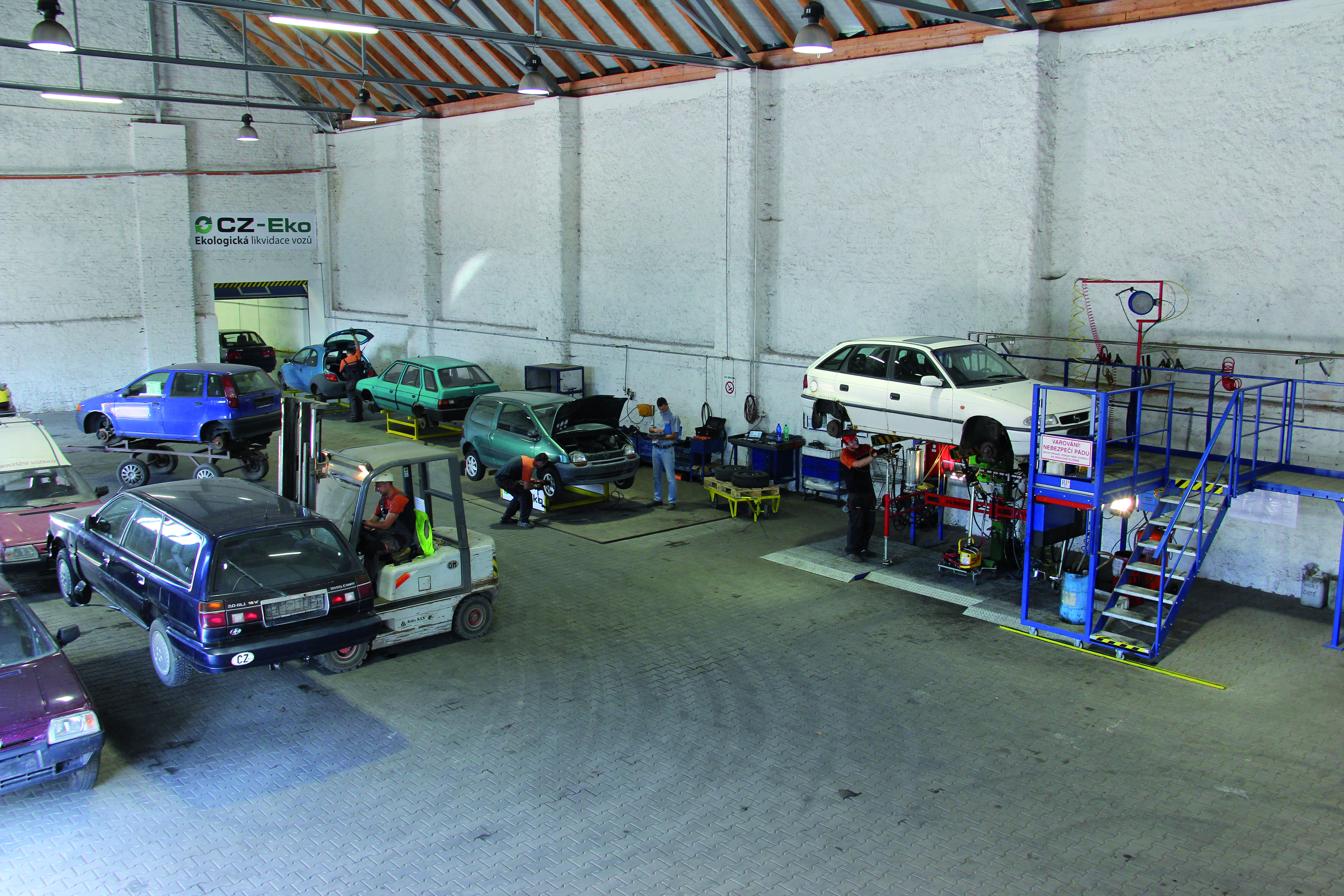

Ekologická likvidace vozidel je technologický a administrativní proces vyřazování vozidel z provozu a evidence. Legislativa velmi hojně užívá termín „vozidlo s ukončenou životností“.

## Účel ekologické likvidace
Primárním cílem je efektivní stahování nebezpečných odpadů z životního prostředí. Druhotným cílem je dosáhnout požadovaného stupně recyklace materiálů z vozidel s ukončenou životností. Proces ekologické likvidace začíná už při výrobě nových vozidel. Evropská unie si přeje omezit vznik odpadů pocházejících z vozidel a posílit opětné využití, recyklaci a další formy zhodnocení vozidel s ukončenou životností a jejich součástí. Ve snaze dosáhnout těchto dvou cílů stanovuje nové požadavky pro evropské výrobce vozidel, aby navrhovali vozidla, která se snadno recyklují. Stupněm zpracování bude splnění požadavků plynoucích ze směrnice Evropského parlamentu a Rady 2000/53/ES, která ukládá minimální přípustnou míru recyklace autovraků na 95 % jeho hmotnosti.

## Vztah k majitelům autovraků
Ekologickou likvidaci autovraků stanovuje zákon 185/2001 Sb., kde řadí vozidlo s ukončenou životností do kategorie nebezpečných odpadů. S nebezpečnými odpady musí být náležitě zacházeno. Proto jsou majitelé vozidel s ukončenou životností nuceni předávat vozidla pouze autorizovaným zpracovatelům autovraků. Autorizovaných zpracovatelů jsou v každém kraji desítky. Někteří dokonce vytvářejí sdružení. Majitel vozu za ekologickou likvidaci autovraku neplatí. Zákon zakazuje zpracovatelům autovraků ukládat poplatek za ekologickou likvidaci vozidla. To neplatí v případě tzv. nekompletního vraku. Pokud ale některé části chybí, může firma požadovat finanční náhradu. Kompletnost se vztahuje k částem, které jsou nebezpečným odpadem, nebo jsou znečištěny nebezpečným odpadem. Účel kompletnosti autovraku je konzistentní s primárním cílem ekologické likvidace. Naopak je-li jeho vůz kompletní, může dokonce od autovrakoviště dostat zaplaceno. Některé firmy dnes u ekologické likvidace vozidel nabízejí jako bonus například i odtah vozidla k likvidaci zdarma.

## Legislativa
Legislativa vychází z požadavků směrnice Evropského parlamentu a Rady 2000/53/ES, která byla implementována do české legislativy zákonem č. 185/2001 Sb., o odpadech. Tyto dva dokumenty jsou základními a stěžejními dokumenty ekologické likvidace vozidel. V současné době jsou zpracovatelé autovraků povinni zpracovávat a recyklovat na 85 % jeho hmotnosti. Směrnice 2000/53/ES všech udává, že od 1. ledna 2015 musí být stupeň zpracování vyšší. Stupněm zpracování bude splnění požadavků plynoucích ze směrnice Evropského parlamentu a Rady 2000/53/ES, která ukládá minimální přípustnou míru recyklace autovraků na 95 % jeho hmotnosti. Protože stávající metody a postupy nejsou pro budoucí požadavky postačující, bude nutné zvýšit efektivitu zpracování autovraků. Situace v České republice je o to komplikovanější, že na trhu existuje velké množství malých zpracovatelů autovraků spolu s kovošroty a sběrnými dvory, které ekologickou likvidaci autovraku provádějí také.

## Nástroje veřejné správy
Obecně lze říci, že plnění standardů zpracování autovraků bude po roce 2015 jen velmi těžko dosažitelné. Způsobů, jak dosáhnout požadovaného stupně zpracování, není mnoho. Obecně neexistuje mnoho variant řešení, jak dosáhnout požadovaného stupně recyklace autovraků. Problémem je, jak donutit podnikatelské subjekty, aby vynakládaly své prostředky na dodatečné zpracovávání materiálů z ekologicky likvidovaných vozidel. Svým způsobem může velmi významně zasáhnout stát, který bude požadovat určitý stupeň zpracování autovraků. Nástroje, které se státu a veřejné správě nabízí, můžeme dělit do dvou skupin, a to:
1. Administrativní nástroje
2. Ekonomické nástroje

Obecně administrativními nástroji jsou například různé kvóty, zákazy a povolení v oblasti ekologické likvidace autovraků. Primárním problémem je při ekologické likvidace množství odpadů, které končí na skládkách. Toto množství bude nutné po roce 2015 významně redukovat. Administrativním nástrojem v oblasti likvidace autovraků může například být zákaz skládkování odpadů, či povolené kvóty na skládkování.
Obecně ekonomickými nástroji mohou být různé formy daní či subvencí. Jednalo by se zejména o nástroje opět aplikované na vzniklý odpad z autovraků.
Celkově je ale velice důležité promyslet, jaký nástroj může stát přijmout. V procesu ekologické likvidace autovraků platí tržní mechanizmy. Proto může nevhodná kombinace nástrojů být spíše kontraproduktivní.